# Tour romane de Neder-Heembeek
La tour romane de Neder-Heembeek est le dernier vestige de l'église Saint-Pierre de Neder-Heembeek, un des deux villages composant Neder-Over-Heembeek, section de la ville belge de Bruxelles.

## Historique
La tour romane de l'ancienne église Saint-Pierre remonte à la fin du XIe siècle : elle aurait eu une fonction de refuge pour les habitants du village.
L'église adjointe à la tour fut reconstruite à plusieurs reprises. La dernière construction, qui datait de 1860, fut détruite par un incendie provoqué par la foudre en 1932.
La tour, qui est le dernier vestige de l'église  de Neder-Heembeek fut restaurée durant les années 1960 par Jean Rombaux, architecte de la Ville de Bruxelles.
Elle fait l'objet d'un classement au titre des monuments historiques depuis le 17 avril 1997.

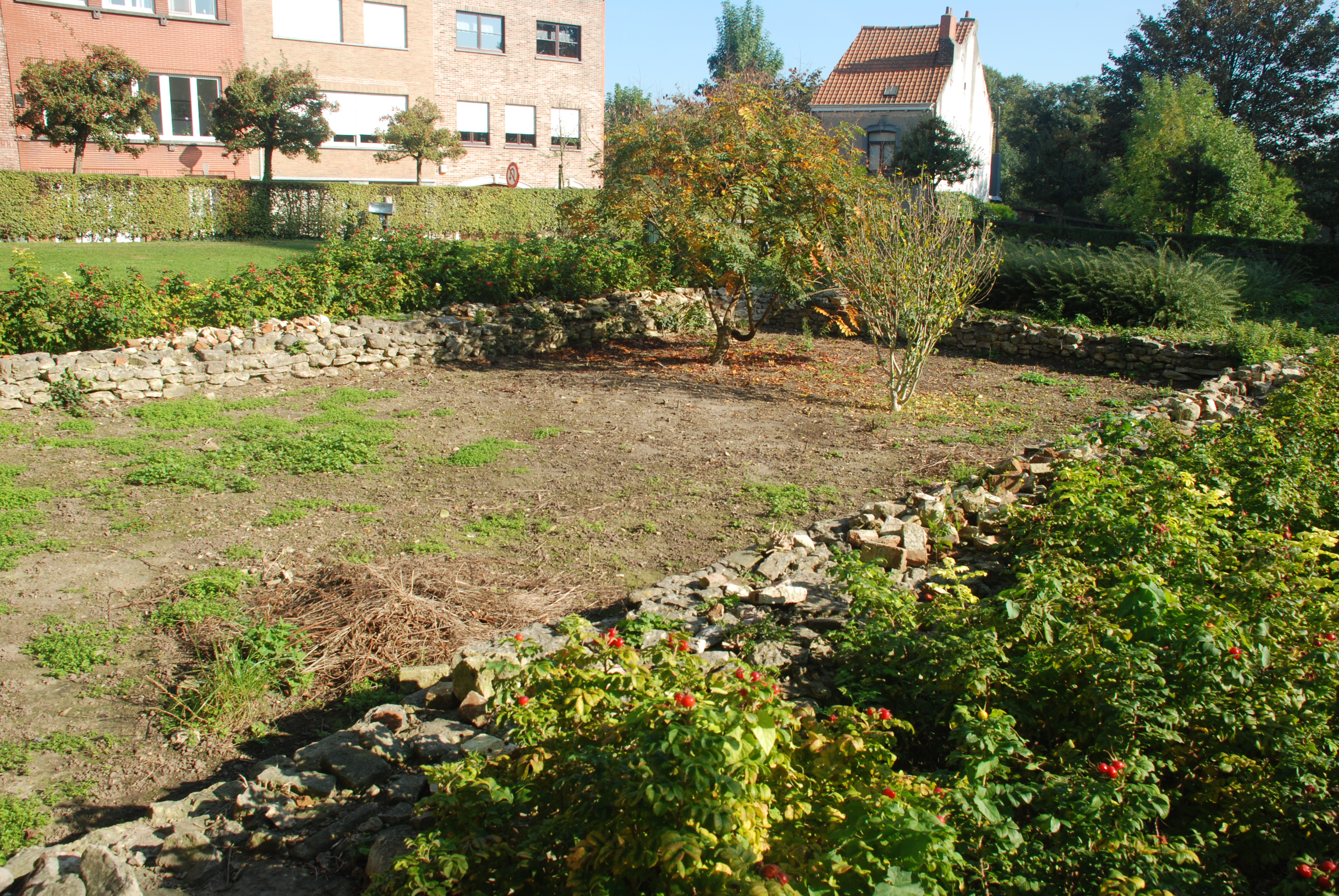
Base des murs de l'abside carrée de l'église disparue.

## Architecture

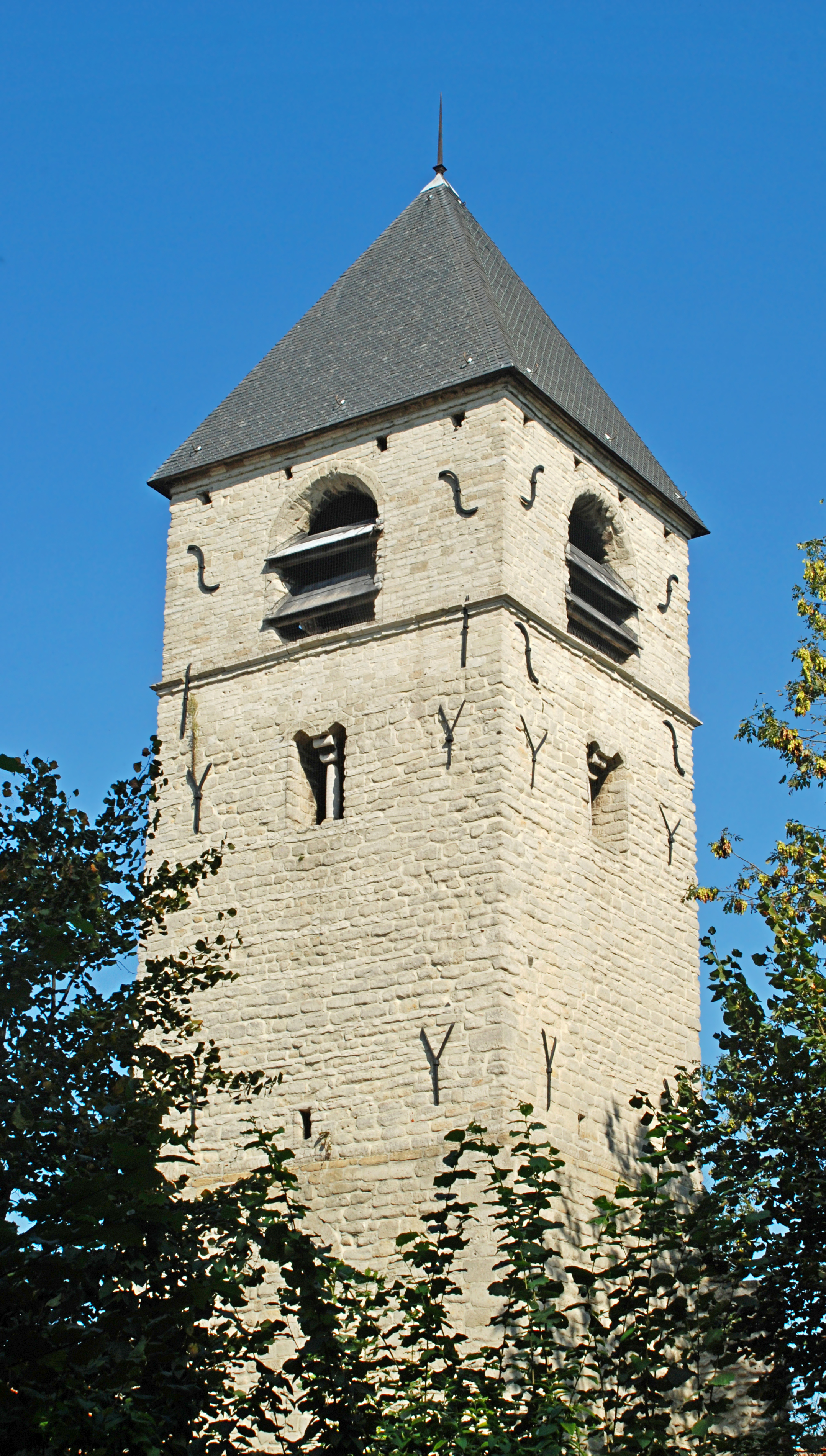
Le sommet de la tour.

La tour est édifiée en moellon de grès provenant probablement des carrières locales.
Reposant sur un soubassement en saillie, le rez-de-chaussée présente sur sa face occidentale deux baies cintrées murées qui correspondent à l'ancienne entrée de l'église et à une fenêtre, visibles sur les photographies anciennes et condamnées lors de la restauration de Rombaux. Ce niveau présente des chaînages d'angle ainsi que des ouvertures en forme de meurtrière.
Séparé du rez-de-chaussée par un cordon de pierre de couleur légèrement différente, le premier étage de la tour présente à sa base de petites ouvertures dont l'une, sur la face nord, est encadrée de sculptures romanes dont un visage. La partie supérieure du premier étage est percée de baies géminées séparées par une colonnette à chapiteau cubique.
Le dernier étage de la tour est percé sur chacune de ses faces d'une grande baie campanaire pourvue de deux abat-sons, ainsi que de quatre petites ouvertures carrées, semblables à des trous de boulin (trous destinés à ancrer les échafaudages).
Les niveaux supérieurs de la tour portent de nombreuses ancres de façade de  grande taille, en forme de barre, de Y ou de S.
La face orientale de la tour porte encore les cicatrices de la destruction de l'église disparue. De l'église de 1860, qui était probablement de style néo-classique, subsistent sur les côtés deux colonnes de briques et deux fragments de murs. La communication entre la nef et la tour a été murée et une porte a été aménagée à la base de cette face orientale.
À l'est de la tour romane, on peut encore apercevoir la base des murs de la nef, des collatéraux et de l'abside carrée de l'église disparue.

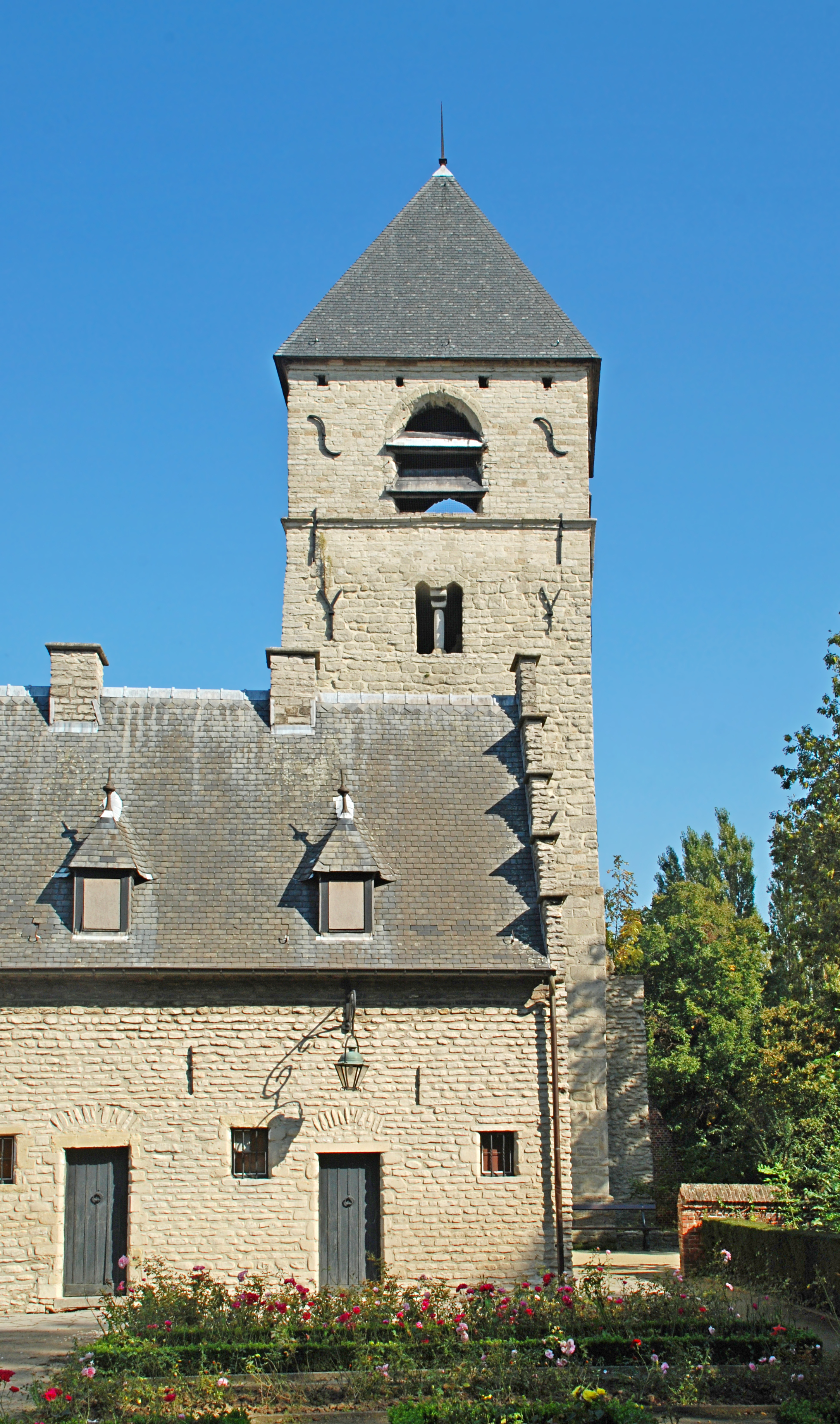
Le kluis et la tour.
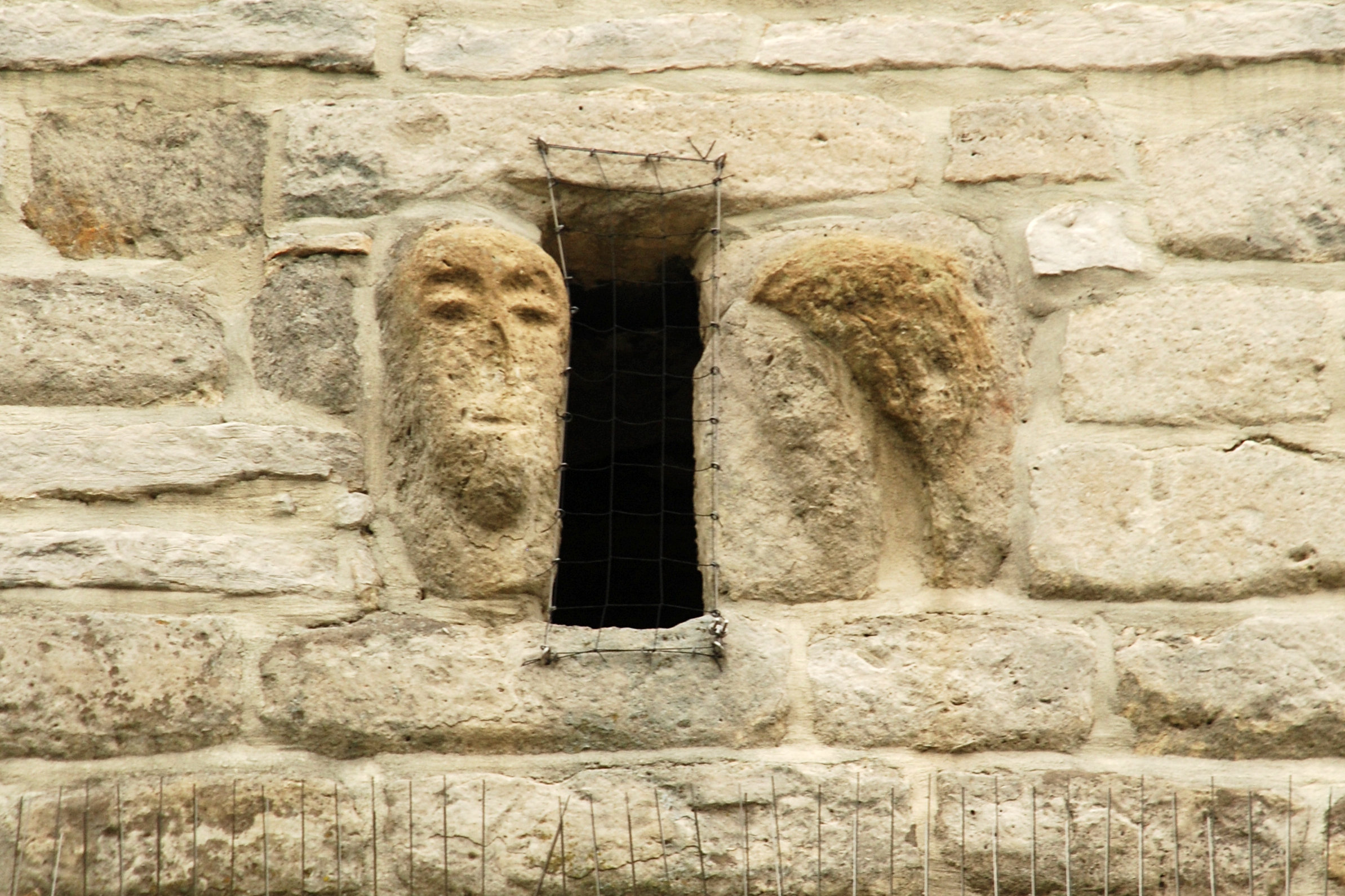
Têtes romanes du côté nord.
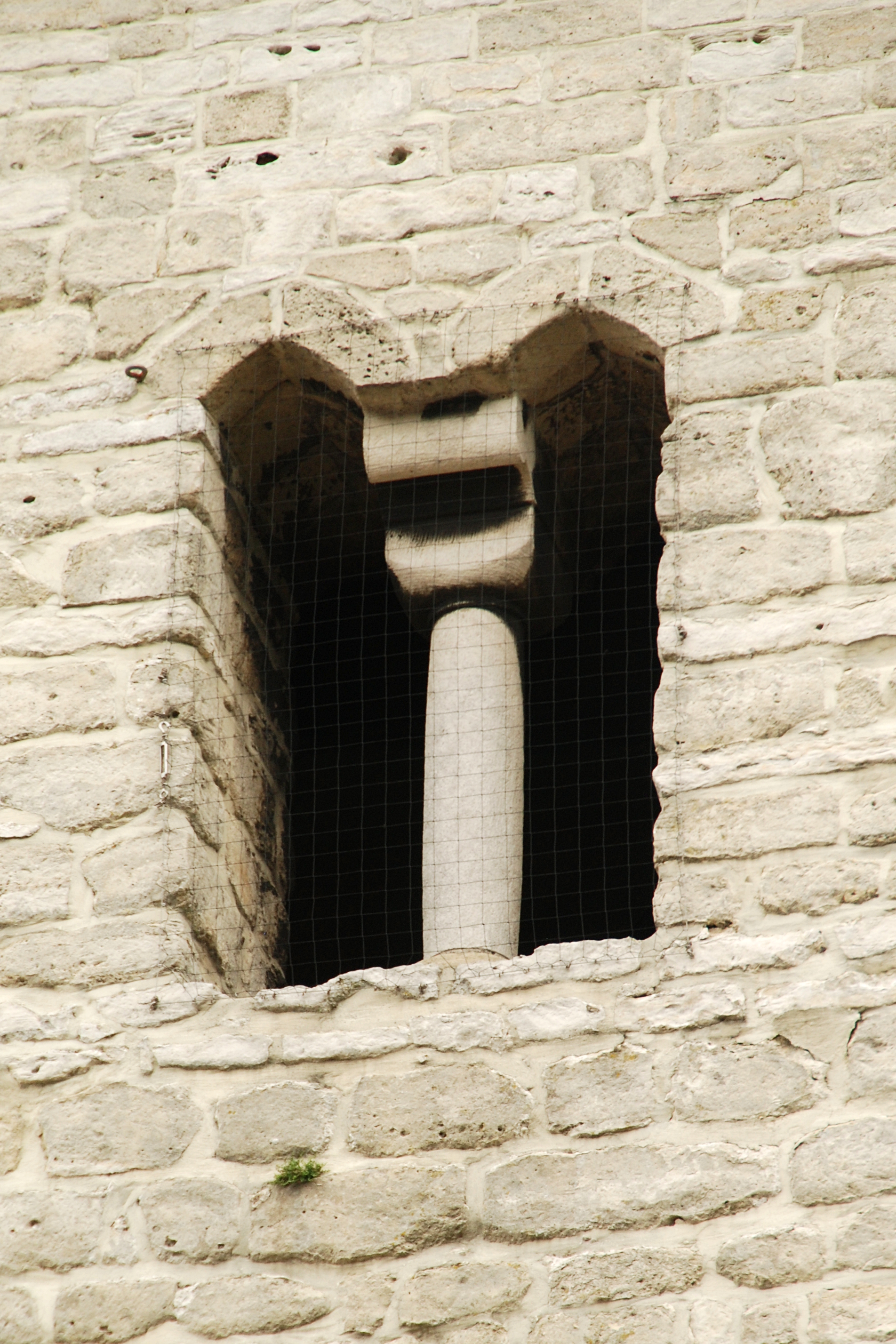
Baies géminées du premier étage.
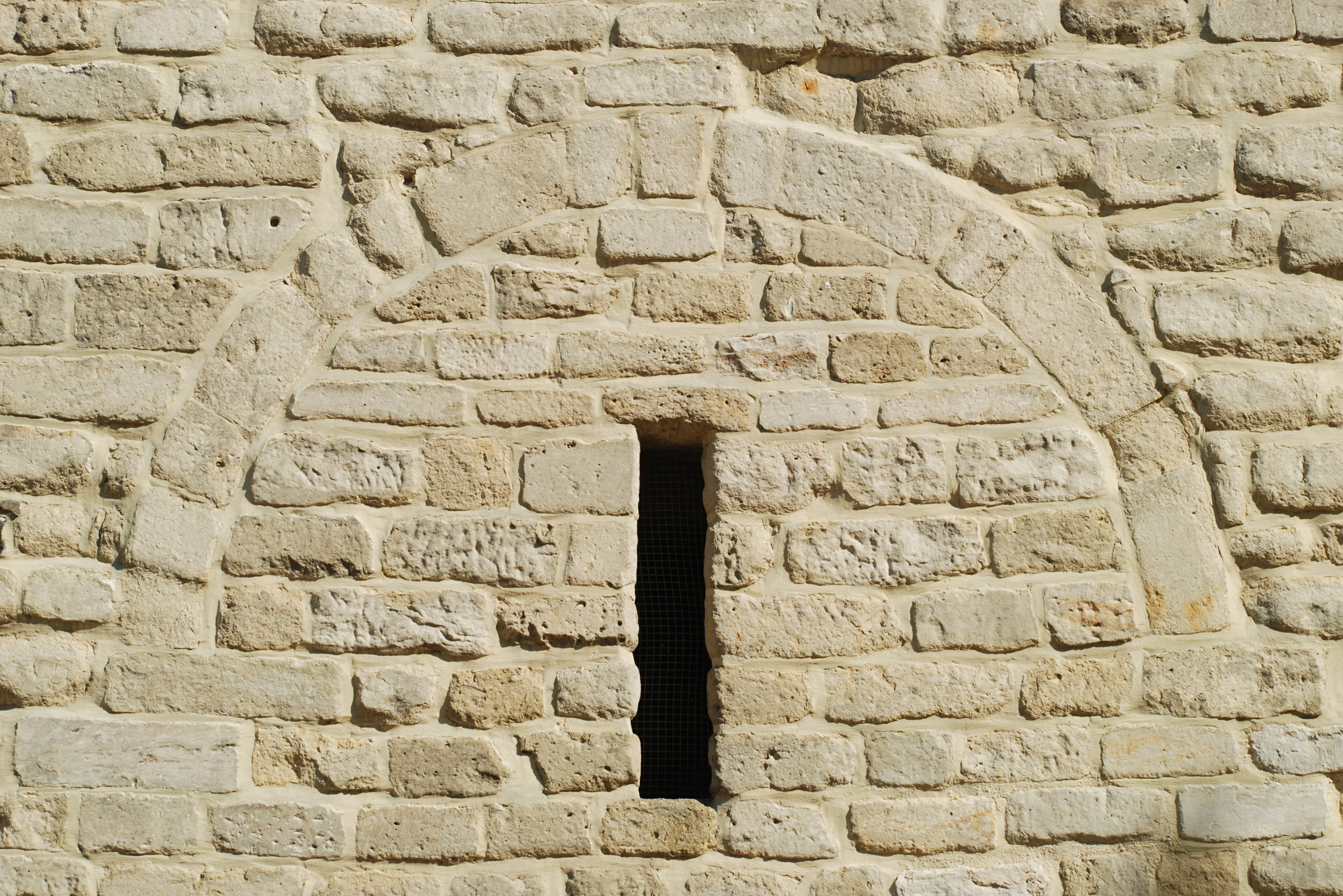
Baie murée et meurtrière.

## Carte de Ferraris et tableaux

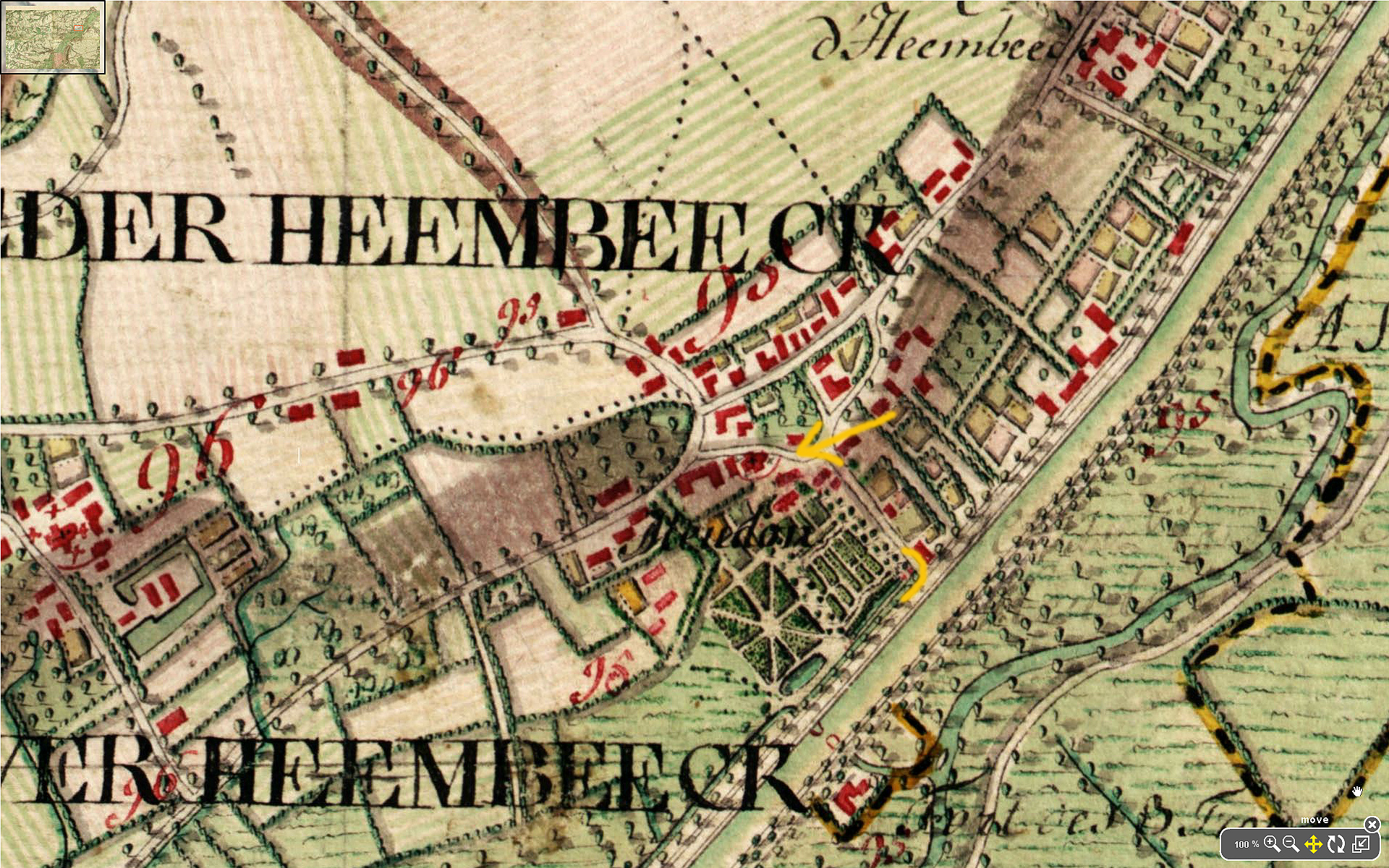
Carte de Ferraris 1777- Neder-over-Heembeek,le château et la rue de Meudon.
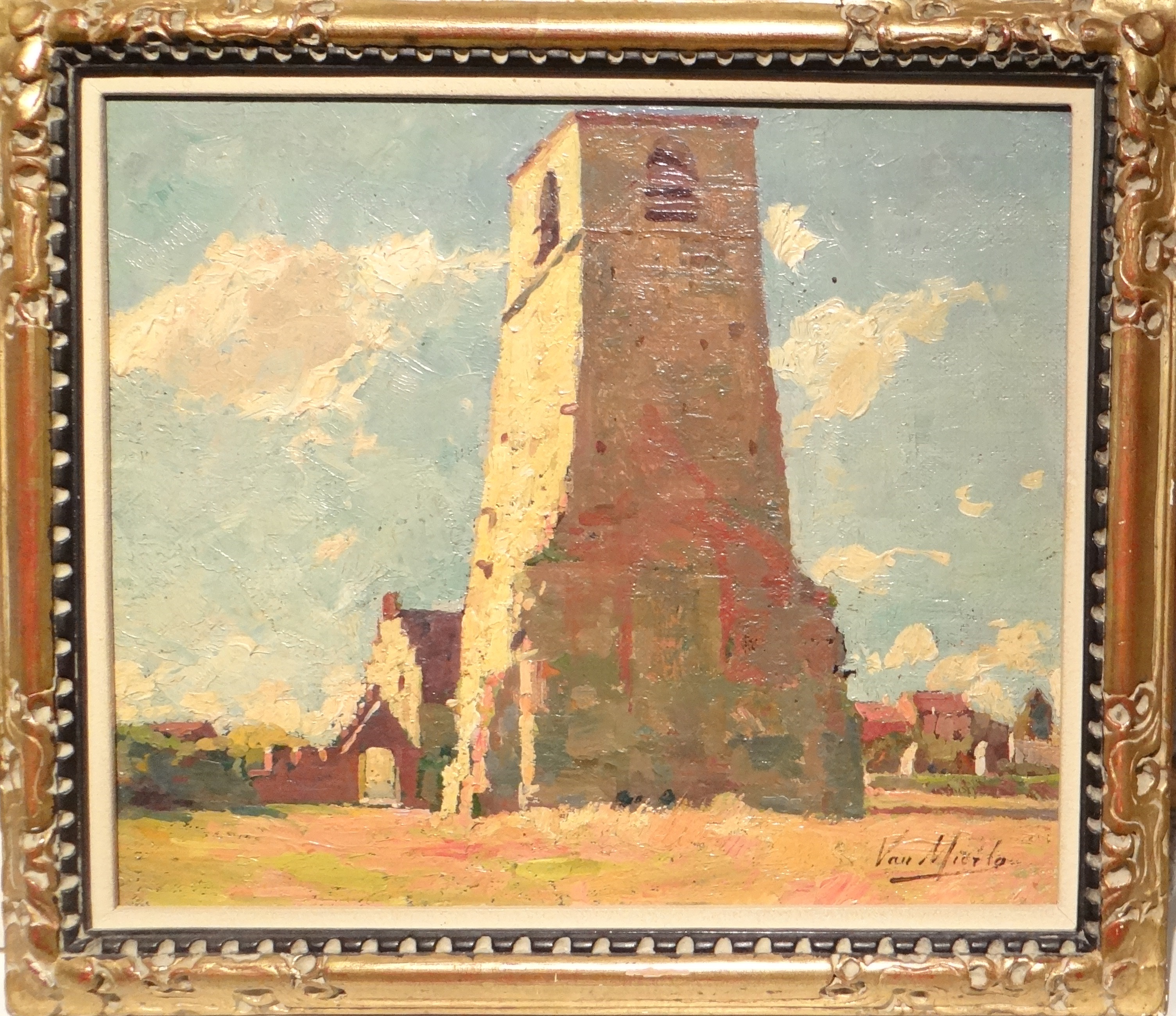
La tour romane - Neder-Over-Heembeek (vers 1960) - Eugène Van Mierlo - huile sur panneau (26x20 cm), collection privée.
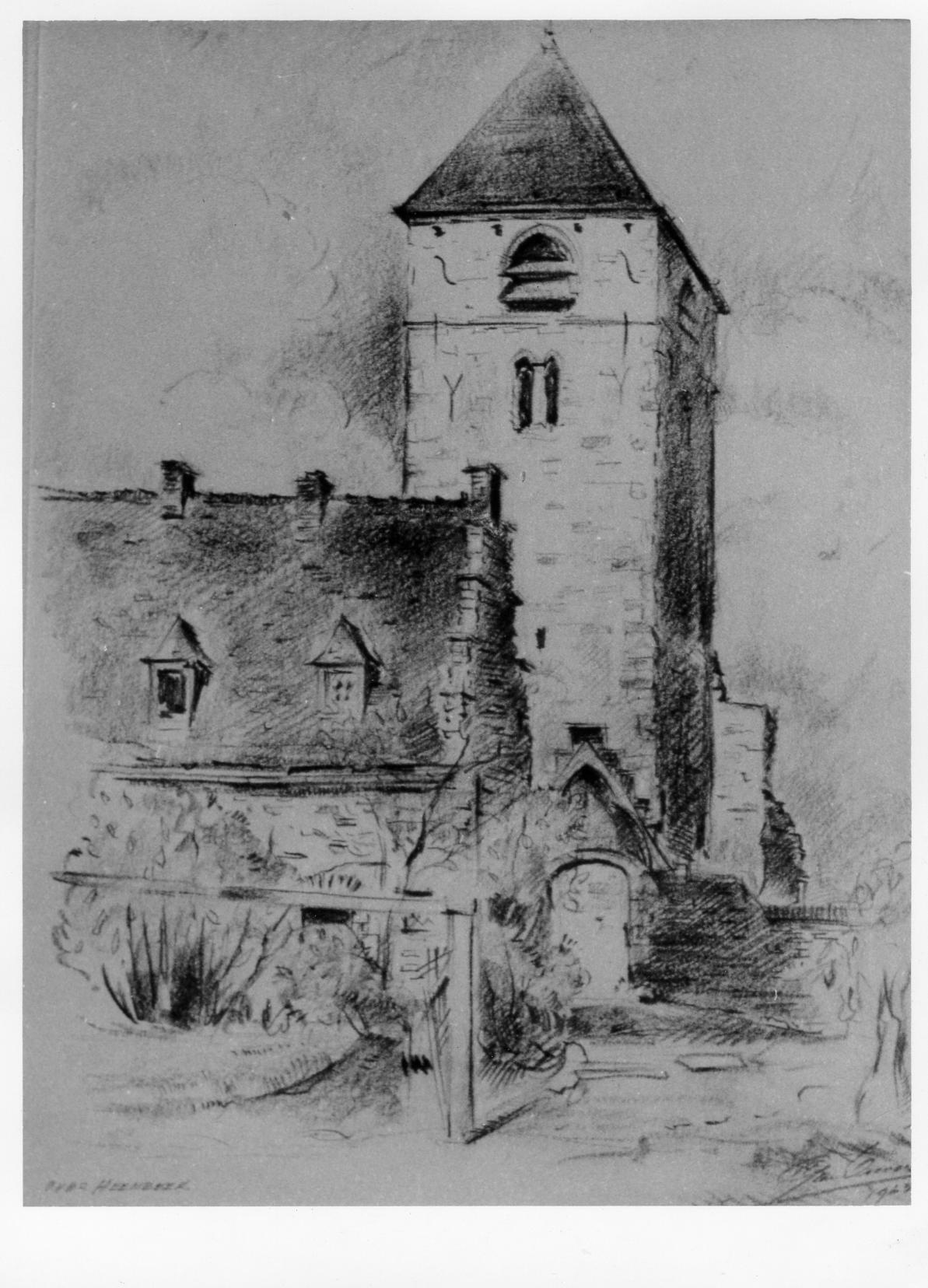
La tour romane et le Kluis en 1963, dessin de Léon Van Dievoet.